# Fimbraria umbonata
Fimbraria umbonata là một loài rêu trong họ Aytoniaceae. Loài này được Wallr. Wallr. mô tả khoa học đầu tiên năm 1846.